# احمد لطفی السید
احمد لطفی السیّد (۱۸۷۰–۱۹۶۳) پژوهشگر، اندیشمند و سیاستمدار مصری بود. در سال ۱۸۸۹م از مدرسهٔ حقوق قاهره فارغ‌التحصیل شد. در تأسیس حزب امت در سال ۱۹۰۸م مشارکت داشت. او همچنین از اعضای حزب ملّی، حزب وفد، آزادی‌خواهان دستورگرا بود. به سمت‌های مدیر کتابخانهٔ ملی مصر، دانشگاه قاهره، وزیر معارف، وزیر کشور و وزیر خارجه، عضو مجلس رسید. همچنین تا پایان عمر رئیس فرهنگستان زبان عربی در قاهره بود. داستان زندگی‌ام، برگزیده‌ها، درنگ‌ها، اصول سیاست و ادبیات اجتماعی از آثار اوست. کتابخانهٔ شخصی او سرشار از کتاب‌های اهدایی صاحب‌منصبان سیاسی و علمی بود که به کتابخانهٔ منصوره تفویض شد.